# CeBIT
CeBIT er verdens største computermesse og finder sted hvert år i marts i Hannover. Arrangør er Deutsche Messe AG.
"CeBIT" er et akronym og betyder Centrum der Büro- und Informationstechnik (Centrum for kontor- og informationsteknik).
Begyndte som en underafdeling af industriudstillingen Deutsche Messe, men voksede år for år og fra 1986 har CeBIT været holdt som selvstændig messe.
I 2003 var omkring 6.500 virksomheder fra cirka 60 lande repræsenteret og udstillingsområdet udgjorde 360.000 m² fordelt på 27 haller og havde 560000 besøgende.
I de seneste år er udstillingen blevet noget mindre. I 2007 var der 6153 udstillere og 480000 besøgende.

## CeBIT åbningsdage
- 1997: 13 marts – 19 marts
- 1998: 19 marts – 25 marts
- 1999: 18 marts – 24 marts
- 2000: 24 februar – 1 marts
- 2001: 22 marts – 28 marts
- 2002: 13 marts – 20 marts
- 2003: 12 marts – 19 marts
- 2004: 18 marts – 24 marts
- 2005: 10 marts – 16 marts
- 2006: 9 marts – 15 marts
- 2007: 15 marts – 21 marts
- 2008: 4 marts – 9 marts
- 2009: 3 marts – 8 marts
- 2010: 2 marts – 6 marts
- 2011: 1 marts – 5 marts
- 2012: 6 marts – 10 marts
- 2013: 5 marts – 9 marts
- 2014: 10 marts - 14 marts

## Trafikal adgang
Adgang til udstillingen kan ske med messeområdets egen jernbanestation, med sporvogn fra Hannover Hauptbahnhof eller med bil ad motorvejen (Messe-Schnellweg) lige øst for messeområdet.
Hver dag under CeBIT udstillingen i timerne omkring udstillingens åbning er motorvejs trafikken så omfattende at bomme ændrer tilkørelsen og derved ensretter motorvejs stykket nord øst for messeområdet, så der på alle 4 baner af den 4 sporede motorvej køres mod messeområdet.

## Ekstern henvisning
- Wikimedia Commons har flere filer relateret til CeBIT
- Officielt websted (på tysk og engelsk)

| Festival | Spire Denne artikel om festivaler og mærkedage er en spire som bør udbygges. Du er velkommen til at hjælpe Wikipedia ved at udvide den. |

52°19′37″N 9°48′33″Ø / 52.32694°N 9.80917°Ø